# ГЕС Paugan
ГЕС Paugan – гідроелектростанція у канадській провінції Квебек. Знаходячись між ГЕС Mercier (вище по течії) та ГЕС Chelsea, входить до складу каскаду на Гатіно, котра навпроти столиці країни Оттави впадає ліворуч до річки Оттава (є так само лівою притокою річки Святого Лаврентія, що дренує Великі озера).
В межах проекту річку перекрили бетонною гравітаційною греблею Пауган висотою 52 метри та  довжиною 267 метрів, а у сідловині за три сотні метрів на північний схід від неї облаштували ще одну споруду того ж типу висотою 12 метрів та довжиною 123 метри, котра призначена для перепуску надлишкової води. Разом зі ще трьома бетонними бар’єрами висотою від 3,5 до 12 метрів та загальною довжиною 197 метрів вони утримують водосховище з об’ємом 91,8 млн м3.
Пригреблевий машинний зал у 1928-1956 роках обладнали вісьмома турбінами типу Френсіс. Вони використовують напір у 40,5 метра та мають загальну потужність у 226 МВт.